# Priority Health Cycling Team/2006
Deze pagina geeft een overzicht van de wielerploeg  Priority Health Cycling Team in 2006.

## Algemeen
Sponsor: Priority Health
Ploegleiders: Jeff Corbett, Gustavo Carillo

## Renners
| Naam             | Geboortedatum | Nationaliteit    | Ploeg 2005                                |
| ---------------- | ------------- | ---------------- | ----------------------------------------- |
| Brent Bookwalter | 16-02-1984    | Verenigde Staten | Advantage Benefits Endeavour Cycling Team |
| Richard England  | 09-07-1981    | Australië        | Advantage Benefits Endeavour Cycling Team |
| Eddy Hilger      | 16-06-1972    | Verenigde Staten | Advantage Benefits Endeavour Cycling Team |
| Edward King      | 31-01-1983    | Verenigde Staten | neoprof                                   |
| Robbie King      | 03-05-1980    | Verenigde Staten | neoprof                                   |
| Glen Mitchell    | 19-10-1972    | Australië        | Ofoto – Sierra Nevada                     |
| Tommy Nankervis  | 21-02-1983    | Australië        | neoprof                                   |
| Jake Rytlewski   | 07-12-1982    | Verenigde Staten | Advantage Benefits Endeavour Cycling Team |
| Brian Sheedy     | 21-10-1976    | Verenigde Staten | Advantage Benefits Endeavour Cycling Team |
| Tom Zirbel       | 30-10-1978    | Verenigde Staten | neoprof                                   |

2005 · 2006 · 2007 · 2008 · 2009 · 2010 · 2011 · 2012